# Pittsford (village, New York)
Pour les articles homonymes, voir Pittsford.
Ne doit pas être confondu avec Pittsford (New York).
Pittsford est un village du comté de Monroe, dans l'État de New York, aux États-Unis,. En 2010, il comptait une population de 1 355 habitants.

## Démographie
Lors du recensement de 2010, le village comptait une population de 1 355 habitants. Elle est estimée, en 2019, à 1 332 habitants.